# Qarchi Gak
Qarchī Gak é uma cidade do Afeganistão, localizada na província de Balkh.